# Columbia Heights (Metro de Washington)
Columbia Heights es una estación subterránea en la línea Amarilla en los horarios no tan transitados y la línea Verde todo el tiempo del Metro de Washington, administrada por la Autoridad de Tránsito del Área Metropolitana de Washington. La estación se encuentra localizada en la Calle 14 en el cuadrante noroeste de Washington D. C.. La estación cuenta con mosaicos de neón llamados Woven Identities.
Desde el 7 de mayo de 2023, el extremo noreste de la Línea Amarilla se truncó de Greenbelt a Mount Vernon Square, tras su reapertura después de un importante proyecto de rehabilitación de casi ocho meses en su puente sobre el río Potomac y su túnel que conduce a L'Enfant Plaza. Por lo tanto, ya no presta servicio en esta estación.

## Conexiones
- WMATA Metrobus
- DC Circulator